# Стрикув
Стри́кув (пол. Stryków) — місто в центральній Польщі, Лодзьке воєводство, Згезький повіт, гміна Стрикув. Адміністративний центр гміни. Розташоване на річці Мощениця. Вперше згадується у джерелах під 1387 роком. Міські права має з 1394 року. Населення — 3493 особи (2017).

## Назва
- Стри́кув (пол. Stryków) — сучасна польська назва.
- Стрийков (пол. Stryjkow) — стара польська назва.
- Стри́ків — українська назва.
- Штрікау, або Штрикау (нім. Strickau) — німецька назва у 1943–1945 рр.

## Географія
Стриків розташований за 15 кілометрів на північний схід від міста Лодзь.

## Населення
Демографічна структура станом на 31 березня 2011 року:
|          | Загалом | Допрацездатний вік | Працездатний вік | Постпрацездатний вік |
| -------- | ------- | ------------------ | ---------------- | -------------------- |
| Чоловіки | 1728    | 341                | 1219             | 168                  |
| Жінки    | 1861    | 297                | 1095             | 469                  |
| Разом    | 3589    | 638                | 2314             | 637                  |

## Відомі люди
- Матвій Стрийковський — польський військовик, історик, поет, священик.